# F-03J
キッズケータイ F-03J（エフ ゼロサン ジェイ）は富士通コネクテッドテクノロジーズが開発したNTTドコモの第3世代移動通信システム（FOMA）端末で、ドコモ キッズ・ジュニアシリーズの一つである。

## 概要
キッズケータイの第6弾として発売されたHW-01G（華為技術日本製）の後継機種で、キッズケータイとしては約3年ぶりの新機種となる。富士通製のキッズケータイとしては2009年2月発売のF-05A以来約8年ぶりで、富士通コネクテッドテクノロジーズ発足後初のキッズケータイとなる。

## 特徴・機能
ボディに着色樹脂を採用し、文字やアイコンをボタンの裏面に印刷したことにより、キズがつくことによるボディの色の剥がれや摩擦によるボタンの色の削れがない設計となっている。表面には透明の抗菌コートが施されており、抗菌製品技術協議会が定めた抗菌性能と安全性をクリアしている。HW-01G同様に防水・防塵性能並びにアメリカ国防総省の納品用規格であるMIL規格に準拠した耐衝撃性能が備わっており、防水性能はHW-01GのIPX5/IPX7からIPX5/IPX8に、防塵性能はHW-01GのIP5XからIP6Xにそれぞれ強化、耐衝撃性能はMIL規格準拠での落下・浸漬・粉塵・塩水噴霧・湿度・太陽光照射・振動・風雨・高温動作（60℃固定）・高温保管（70℃固定）・低温動作（-20℃固定）・低温保管（-30℃固定）・低圧保管・低圧動作の14項目の試験に加え、独自にコンクリート落下試験もクリアしている。さらに、外部接続端子は防水性能を維持しつつ、キャップレス化を実現している。
HW-01G同様にストラップ式の防犯ブザーが搭載されており、引っ張ると約100dbの大音量ブザーが鳴り、サイドランプが点滅、事前に登録された緊急連絡先へ自動発信される。よくかける相手先を最大4件まで登録可能で、ボタン一つで通話発信やSMS送信が可能な「ワンタッチはっしんキー」を搭載。有害サイトによる閲覧トラブルの回避や携帯電話の遊び過ぎ防止のため、インターネット・ゲーム非対応としており、電池蓋は第三者によって容易に外されないように専用ネジを用いた物理的ロックが施されている。
デザインテーマはカラーによって異なり、イエローはキャラクター、ピンクはシンプルクロック、ブルーはフォトイメージがそれぞれ3種類ずつ用意されており、シニアの見守り用端末としての利用も想定し、各色共通で「シンプル」も用意されている。SMSはチャット表示で、絵文字にも対応している。
HW-01Gでは非対応だったBluetoothに対応し、スマートフォンに専用アプリ「親子のきずな」をダウンロードし、ペアリング設定を行うことでスマートフォンとの連携が可能となり、Bluetoothの接続範囲を超えて離れると本端末とスマートフォン両方にはぐれたことを通知する「みまもりアラート」、子供が帰宅したことをスマートフォンへ通知する「おかえり通知」（本機能を利用するには「docomo select」の一製品として発売されているIoTデバイス「Tomoru」が必要）が利用可能なほか、スマートフォンから本端末の設定を読込・表示し、メール定型文・連絡先・目覚ましの編集や「あんしんセット」の一部設定の変更が可能である。

## 歴史
- 2016年10月19日 - 2016-2017年冬春モデルの1機種として開発を発表[1]。
- 2017年
  - 2月27日 - 発売日を発表[2]。
  - 3月3日 - 発売。

## アップデート
最新のアップデートを適用した場合、過去に実施された不具合や品質改善によるアップデートもすべて適用される。
2017年10月5日のアップデート
- SMSのメッセージに記載されている電話番号を電話帳登録できない場合がある不具合が改善される
- ビルト番号がV13R106GからV15R109Aに変更される

2017年11月28日のアップデート
- 品質改善が実施される
- ビルト番号がV15R109AからV31R123Aに変更される

2018年4月9日のアップデート
- 品質改善が実施される
- ビルト番号がV31R123AからV32R124Aに変更される

2019年4月4日のアップデート
- 待受画面に関する不具合（まれに時計が正常に表示されない場合がある）が改善される
- ビルト番号がV32R124AからV33R125Aに変更される